# ریموند (کالیفرنیا)
ریموند (به انگلیسی: Raymond) یک منطقهٔ مسکونی در ایالات متحده آمریکا است که در شهرستان مادرا، کالیفرنیا واقع شده‌است. ریموند ۲۸۹ متر بالاتر از سطح دریا واقع شده‌است.